# Абисаб, Матиас
Матиас Альберто Абисаб Гутьеррес (исп. Matías Alberto Abisab Gutiérrez; род. 10 сентября 1993, Монтевидео) — уругвайский футболист, полузащитник клуба «Куско».

## Клубная карьера
Абисаб — воспитанник клуба «Белья Виста». 25 февраля 2012 года в матче против столичного «Феникса» Абисаб дебютировал в уругвайской Примере, заменив во втором тайме Хесуса Беласи. 29 апреля в поединке против «Рампла Хуниорс» Матиас забил свой первый гол за «Белья Виста». Во втором сезоне Абисаб завоевал место в основе.
Зимой 2013 года он перешёл в «Серро». 25 августа в матче против «Данубио» Абисаб дебютировал за новую команду. 5 октября в поединке против «Суд Америка» Матиас забил свой первый гол за «Серро».
Зимой 2016 года Абисаб перешёл в «Депортиво Мальдонадо». В матче против «Атенаса» он дебютировал в уругвайской Сегунде.

## Международная карьера
В конце декабря 2012 года Абисаб был включён в заявку сборной Уругвая на участие в молодёжном чемпионате Южной Америки. На турнире он сыграл в матче против Чили.